# اسکیتلز

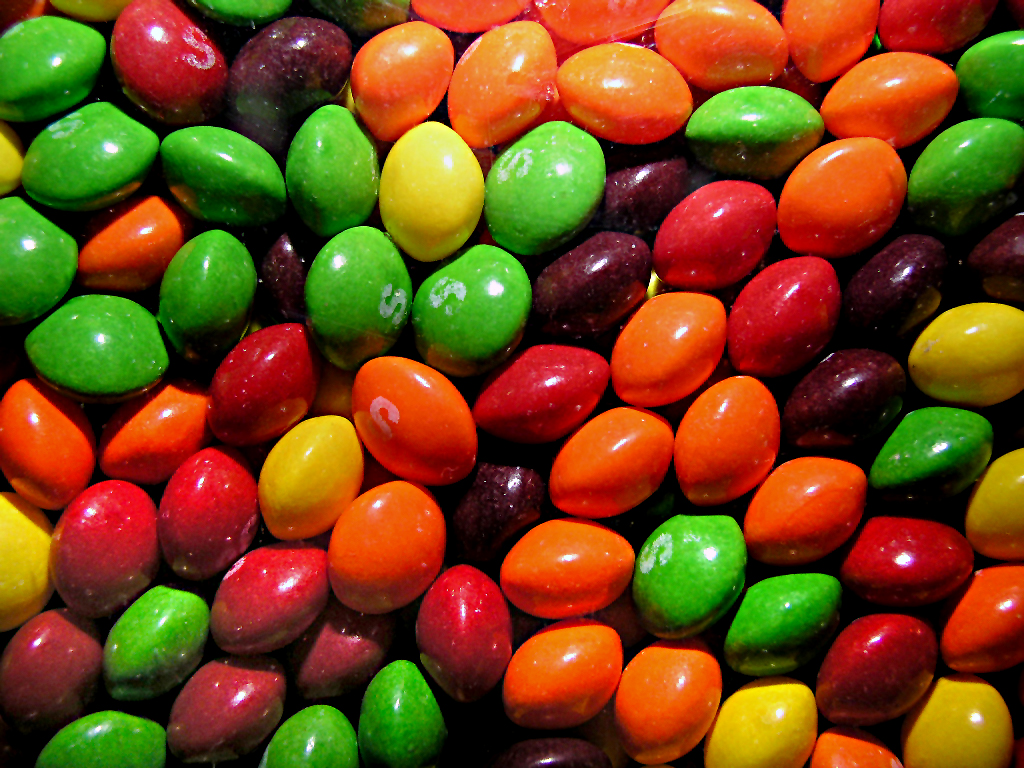

اسکیتلز (انگلیسی: Skittles) آبنبات‌های دکمه‌ای شکل با طعم میوه‌های رنگارنگ هستند که توسط شرکت ریگلی (بخشی از مارس اینکورپوریتد) تولید و به بازار عرضه می‌شوند.
اسکیتلز از لفاف‌های سخت شکری تشکیل شده‌است که روی آن حرف «اس» (s) حک شده‌است. درست مثل ام‌اندامز که روی آن حرف «ام» (m) حک شده‌است. مواد داخلی به کار رفته در آن عمدتاً از شکر، شربت ذرت و روغن هسته پالم هیدروژنه همراه با آب‌میوه، سیتریک اسید، طعم‌دهنده‌های طبیعی و مصنوعی تشکیل شده‌است. اسکیتلز در طعم‌های مختلفی مانند استوایی، توت وحشی، برایت ساید، دسر، گرمای شیرین، اسموتی و ترش فروخته می‌شوند.